# São José do Seridó
São José do Seridó est une municipalité brésilienne située dans l'État du Rio Grande do Norte.

## Personnalités
- Moacy Cirne (1943-2014), poète, théoricien de la poésie, artiste plasticien et professeur, est né à São José do Seridó.